# Tage Reedtz-Thott
Kjeld Thor Tage Otto Reedtz-Thott, Baron Gavnø (ur. 13 marca 1839 na Gavnø, zm. 27 listopada 1923 tamże) – duński polityk. Premier Danii od 1894 do 1897.

## Odznaczenia
- Order Słonia (1923, Dania)[1]
- Krzyż Wielki z Brylantami Orderu Danebroga (1896, Dania)[1]
- Krzyż Srebrny Orderu Danebroga (1887, Dania)[1]
- Medal Pamiątkowy Złotych Godów Króla Chrystiana IX i Królowej Luizy (1892, Dania)[1]
- Krzyż Wielki Orderu Leopolda (Austria)[1]
- Krzyż Wielki Orderu Św. Maurycego i Łazarza (Włochy)[1]
- Krzyż Wielki Orderu Gwiazdy Polarnej (Szwecja)[1]
- Krzyż Wielki Orderu Zbawiciela (Grecja)[1]
- Krzyż Wielki Orderu Orła Białego (Rosja)[1]
- Wielka Wstęga Orderu Leopolda (Belgia)[1]
- Krzyż Wielki Orderu Karola III (Hiszpania)[1]
- Krzyż Wielki Orderu Korony Wendyjskiej (Meklemburgia)[1]
- Wielka Wstęga Orderu Wschodzącego Słońca (Japonia)[1]